# Lethe kumara
Lethe kumara är en fjärilsart som beskrevs av Hans Fruhstorfer 1911. Lethe kumara ingår i släktet Lethe och familjen praktfjärilar. Inga underarter finns listade i Catalogue of Life.